# Duguetia stenantha
Duguetia stenantha este o specie de plante angiosperme din genul Duguetia, familia Annonaceae, descrisă de Robert Elias Fries. Conform Catalogue of Life specia Duguetia stenantha nu are subspecii cunoscute.